# 佐竹義本
佐竹 義本（さたけ よしもと）は、佐竹氏一門の佐竹東家第10代当主。幼名栄長。通称源六郎、将監、中務。

## 経歴
延宝3年（1675年）久保田藩東家当主佐竹義秀の子として生まれる。正徳4年（1714年）、父義秀の隠居により家督を相続する。藩主佐竹義格、義峯、義真に仕えた。享保2年（1717年）、長男義道が秋田新田藩主佐竹義長の養嫡子に迎えられ、享保3年（1718年）に2代藩主となる。寛延3年（1750年）、病のため隠居して家督を義智に譲る。宝暦2年（1752年）11月13日死去。享年78。宝暦3年（1753年）、孫の義明が久保田藩第7代藩主となる。